# Teodora (esposa de Justiniano)
Teodora (em grego: Θεοδώρα; romaniz.: Theodóra) foi uma imperatriz bizantina que reinou juntamente com seu marido, também imperador, Justiniano. Juntamente com ele, Teodora é considerada uma santa pela Igreja Ortodoxa e comemorada dia 14 de novembro.

## Historiografia
As principais fontes históricas para sua vida são as obras de um contemporâneo, Procópio de Cesareia, um escriba do general Belisário. Elas nos oferecem três retratos contraditórios sobre a imperatriz. "As Guerras de Justiniano", completado por volta de 545, retrata uma imperatriz corajosa e influente. Posteriormente, ele escreveu "História Secreta", que não foi publicado por mais de mil anos. A obra revela um autor que se tornara profundamente desiludido com o imperador Justiniano, com a imperatriz e mesmo com Belisário, seu patrono. Justiniano aparece como uma pessoa cruel, venal, pródiga e incompetente. Para Teodora, Procópio reserva um relato detalhado e picante sobre uma mulher vulgar e insaciável, mas dotada de uma atitude maligna, calculista e insidiosa. Ele chega a alegar que ambos seriam demônios cujas cabeças foram vistas deixando os corpos para perambular pelo palácio à noite. Mais interessante é que a obra cobre o mesmo período da anterior.
Por fim, "Obras de Justiniano", escrito por volta da mesma época da "História Secreta", é um panegírico que retrata Justiniano e Teodora como um casal piedoso e pinta um retrato particularmente elogioso de ambos. Sobre Teodora, além de sua piedade, sua beleza também foi elogiada à exaustão. Embora Teodora já estivesse morta quando esta obra foi publicada, Justiniano estava vivo e provavelmente foi ele quem a encomendou.
Outro contemporâneo da imperatriz, João de Éfeso, escreve sobre ela em sua "Vidas dos Santos Orientais" e menciona uma filha ilegítima não mencionada por Procópio.
Vários outros historiadores apresentaram informações adicionais sobre a sua vida. Teófanes, o Confessor, menciona algumas relações familiares de Teodora a pessoas não mencionadas por Procópio. Vítor de Tununa relata que ela seria tia da próxima imperatriz, esposa de Justino II, Sofia.
Miguel, o Sírio, a "Crônica de 1234" e Bar Hebreu afirmam que ela seria originária da cidade de Daman, perto de Calínico (atual Raqqa), na Síria. Eles contradizem Procópio ao afirmar que Teodora seria filha de um sacerdote treinado nas práticas do miafisismo desde o nascimento. Estas são fontes miafisistas posteriores e demonstram como ela era vista entre seus membros. Os miafisistas tendiam a considerar Teodora como uma deles e a tradição pode ter sido inventada como forma de melhorar a reputação da imperatriz. Esta história também contradiz a história do também miafisista João de Éfeso. Todos estes relatos são, contudo, ignorados em favor do relato de Procópio.

## Primeiros anos

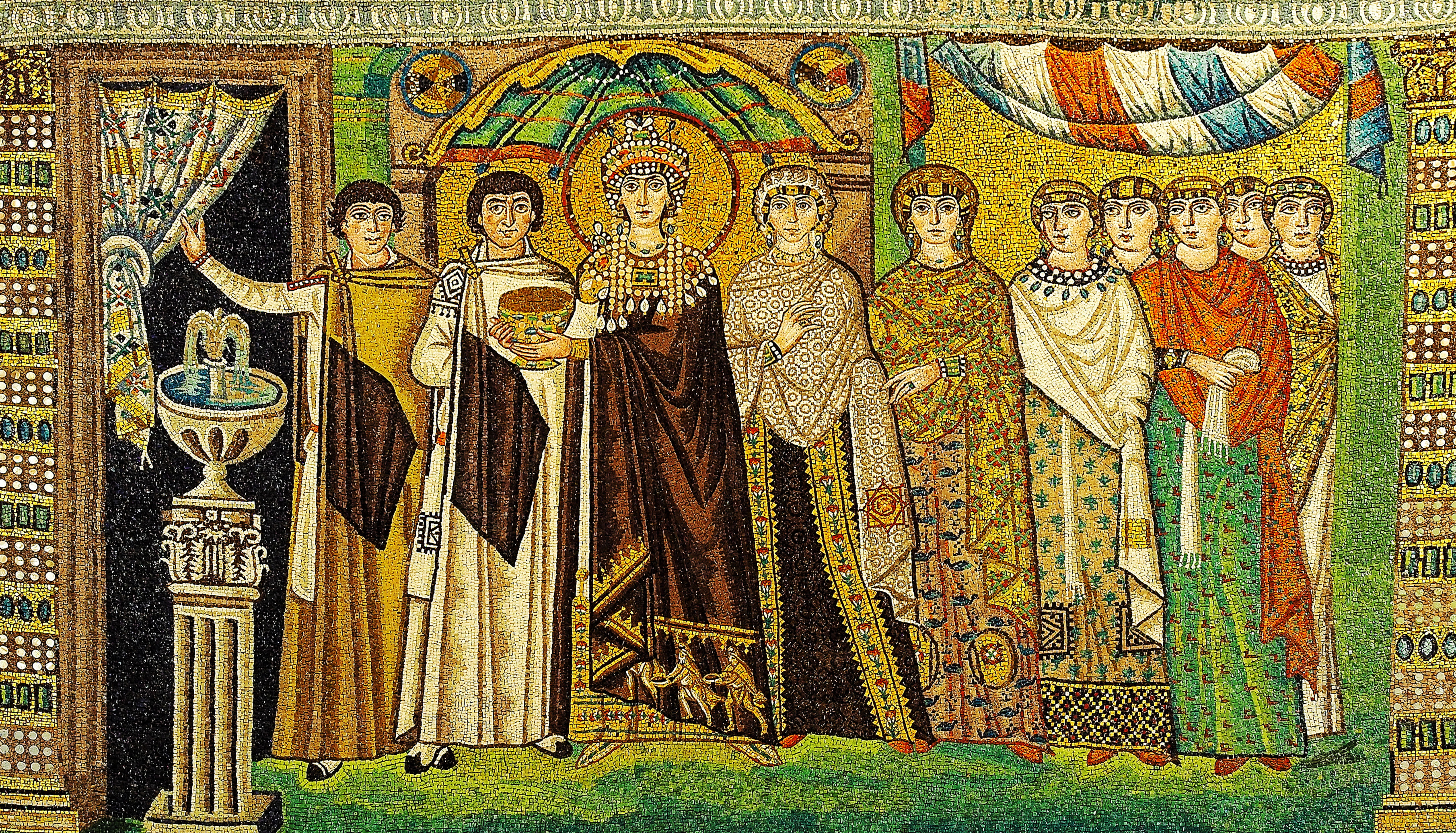
A Imperatriz Teodora, em um mosaico bizantino na Basílica de São Vital, Ravena, c. 547.

Teodora nasceu por volta de 500. De acordo com Michael Grant, era de ascendência greco-cipriota. Há diversas indicações sobre o provável lugar de seu nascimento. De acordo com Miguel, o Sírio, o local seria a Síria; Nicéforo Calisto Xantópulo afirma que ela era cipriota, enquanto que a "Pátria", atribuída a Jorge Codino, afirma que Teodora teria vindo da Paflagônia. 
Seu pai, Acácio, era um treinador de ursos para a facção "Verde" de corredores de bigas do Hipódromo de Constantinopla. Sua mãe, cujo nome não foi preservado, era uma dançarina e atriz. Seus pais tiveram duas outras filhas e, depois da morte do pai, a mãe levou as meninas vestidas com guirlandas para o hipódromo e as apresentou como torcedoras da facção "Azul". A partir daí, Teodora para sempre seria aliada deles.
Tanto João de Éfeso quanto Procópio (em sua "História Secreta") relatam que desde pequena Teodora seguiu o exemplo de sua irmão Comito e trabalhou num bordel servindo clientes de baixo escalão e posteriormente passou a se apresentar nos palcos. Lynda Garland, em "Byzantine Empresses: Women and Power in Byzantium, AD 527–1204", lembra que parece haver poucos motivos para acreditar que ela teria trabalhado num bordel "controlado por um gigolô". A profissão de atriz na época certamente incluía tanto "exibições indecentes no palco" quanto a prestação de serviços sexuais fora dele. No que Garland chama de "sórdido negócio do entretenimento na capital", Teodora ganhava a vida com uma combinação de suas habilidades teatrais e sexuais. No relato de Procópio, Teodora ficou famosa por sua representação lasciva de Leda e o Ganso.
Nesta época, ela conheceu a esposa de Belisário, Antonina, de quem seria amiga pelo resto da vida.
Com dezesseis anos, Teodora viajou para o norte da África como companheira de um oficial sírio chamado Hecébolo quando ele assumiu o governo da Pentápole líbia. Ela permaneceu com ele por quase quatro anos antes de retornar para Constantinopla. Abandonada e mal-tratada por Hecébolo, ela permaneceu algum tempo em Alexandria no caminho de volta para a capital. Ali, diz-se que ela teria conhecido o papa Timóteo III de Alexandria, um fervoroso miafisista, e foi ali que ela se converteu ao miafisismo. De Alexandria, Teodora seguiu para Antioquia, onde ela se encontrou com a dançarina Macedônia, também da facção Azul, e que provavelmente era uma informante do imperador Justiniano.
Ela chegou em Constantinopla em 522 e desistiu de sua vida pregressa, se assentando como fiandeira numa casa próxima ao palácio. Sua beleza, inteligência e altivez chamaram a atenção de Justiniano, que se enamorou dela e queria se casar. Porém, ele não podia, pois era herdeiro do trono do tio, o imperador bizantino Justino I, e uma lei romana do tempo de Constantino proibia oficiais do governo de se casarem com atrizes. Até mesmo a imperatriz Eufêmia, que gostava de Justiniano e geralmente não lhe recusava nada, foi contra o casamento. Porém, Justino também gostava de Teodora. Em 525, quando Eufêmia morreu, Justino aboliu a lei e Justiniano pôde se casar. Nesta época, ela já tinha uma filha (cujo nome se perdeu) e Justiniano a tratava, assim como o filho dela, Anastácio, como sendo legítimos. Contudo, as fontes discordam sobre se ele seria ou não pai dela.

## Parceira no poder

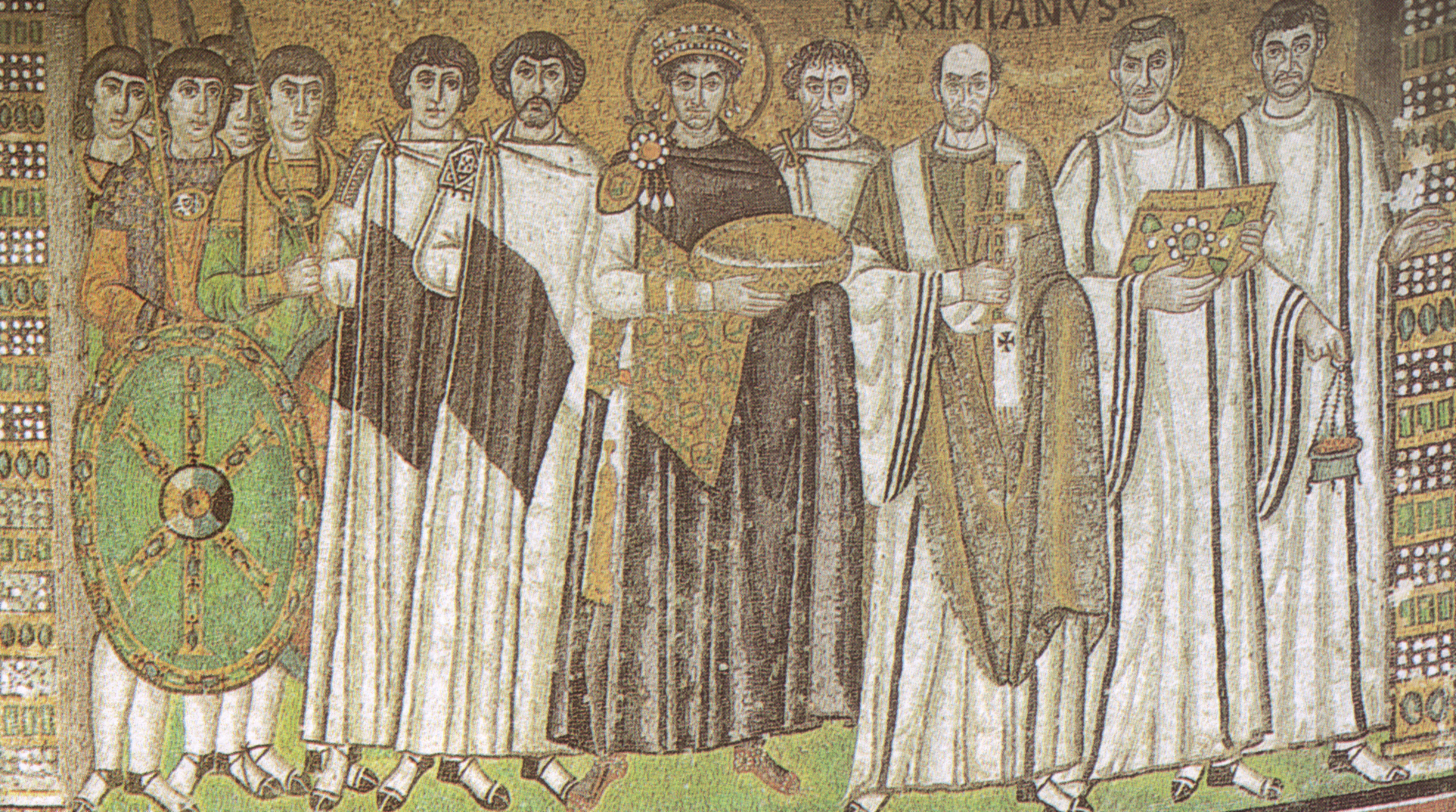
Justiniano (centro), Belisário (à direita dele, de bigode), Narses (à esquerda dele); mosaico na Basílica de São Vital, em Ravena

### Revolta de Nica
Teodora se mostrou uma governante hábil durante a revolta de Nica. Na primeira metade do século VI, havia duas facções políticas rivais na capital imperial, os "Azuis" e os "Verdes", que começaram uma revolta em janeiro de 532 durante uma corrida de bigas no hipódromo. Elas se originaram de diversas queixas diferentes, algumas delas ações de Teodora e Justiniano. Os rebeldes incendiaram diversos edifícios públicos e proclamaram um novo imperador, Hipácio, o sobrinho do antigo imperador Anastácio I Dicoro. Incapaz de controlar a multidão, Justiniano e seus oficiais se prepararam para fugir. Numa reunião do conselho governamental, Teodora foi contra deixar o palácio dizendo que "da púrpura se faz uma fina mortalha", sublinhando assim que seria melhor morrer como um imperador, lutando pelo trono, do que viver com medo, escondido ou exilado.
Seu determinado discurso convenceu a todos, incluindo o próprio Justiniano. Como resultado, o imperador ordenou que tropas leais, lideradas por dois oficiais de confiança, Belisário e Mundo, atacassem os revoltosos no hipódromo. A ordem foi cumprida e mais de 30 000 rebeldes (de acordo com Procópio) foram mortos. Apesar das alegações de que teria sido eleito imperador contra sua vontade pela multidão, Hipácio foi executado, aparentemente por insistência de Teodora. Os historiadores concordam que foi a coragem de Teodora o fator decisivo para salvar o reinado de Justiniano e o imperador jamais se esqueceu disso.

### Depois de Nica

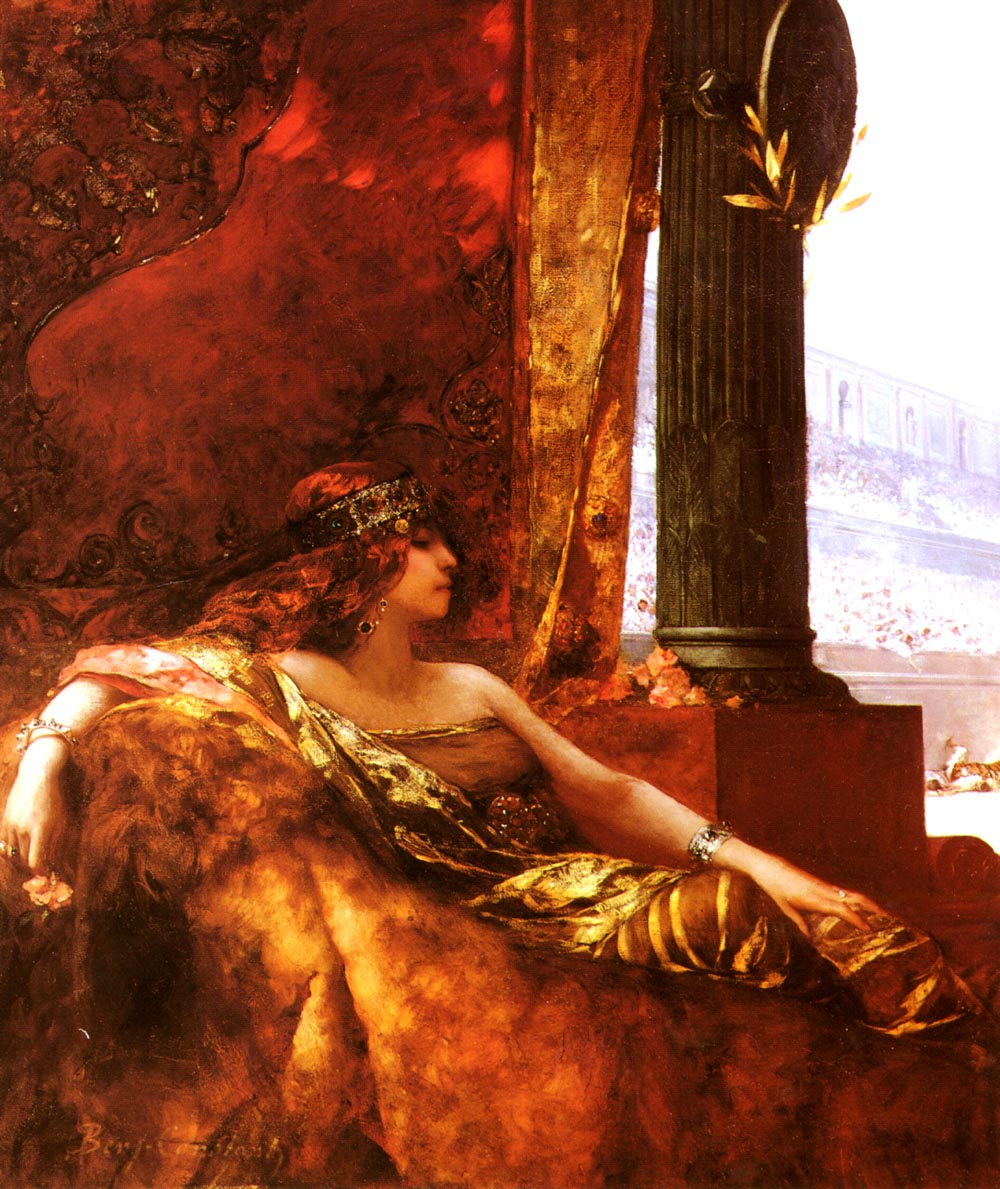
A imperatriz Teodora no Coliseu; óleo de Jean-Joseph Benjamin-Constant

Depois da revolta de Nica, Justiniano e Teodora reconstruíram e reformaram Constantinopla e fizeram dela a cidade mais esplêndida do mundo por séculos, construindo ou reconstruindo aquedutos, pontes e mais de vinte e cinco igrejas. A maior delas, Basílica de Santa Sofia (Hagia Sophia), é considerada a epítome da arquitetura bizantina e uma das maravilhas arquitetônicas do mundo.
Teodora era meticulosa no que dizia respeito ao cerimonial da corte. De acordo com Procópio, o casal imperial fez com que todos os senadores, inclusive os patrícios, se prostrassem diante deles sempre que entrassem em suas presenças, e deixaram claro que as relações deles com as milícias civis eram da mesma natureza da que existe entre mestres e escravos. Os dois também supervisionavam cuidadosamente os magistrados, muito mais do que os imperadores anteriores, possivelmente com o objetivo de reduzir a corrupção na burocracia estatal.
A imperatriz também criou seus próprios centros de poder como Santa Sofia. O eunuco Narses, que na velhice se tornou um brilhante general, era seu favorito e também era o prefeito pretoriano Pedro Barsimes. João da Capadócia, o principal coletor de impostos de Justiniano, aparece como sendo seu principal adversário, principalmente por sua influência independente em relação ao imperador.
Ela também participou das reformas legais e espirituais de Justiniano e seu envolvimento na melhora dos direitos das mulheres foi substancial. Teodora fez com que leis fossem aprovadas que proibiram a prostituição forçada e fechou bordéis. Ela criou um convento no lado asiático do Dardanelos chamado Metanoia ("arrependimento"), onde ex-prostitutas podiam se sustentar com o trabalho. Ela também expandiu os direitos das mulheres no divórcio e no direito de posse, instituiu a pena de morte para o estupro, proibiu o abandono de crianças indesejadas, deu às mães algum direito de guarda sobre os filhos e proibiu o assassinato de mulheres culpadas de adultério. Procópio conta que ela era naturalmente inclinada a ajudar mulheres desafortunadas.
A "História Secreta", contudo, apresenta uma história diferente. Por exemplo, ao invés de impedir a prostituição forçada (como Procópio afirmara em "Obras de Justiniano" 1.9.3), agora Teodora aparece "prendendo à força" 500 prostitutas e confinando-as ao convento. Este fato, diz Procópio, provocou suicídios quando as prostitutas tentaram evitar "serem transformadas de maneira grotesca contra a sua vontade" (Hist. Secr. 17).

## Política religiosa
Teodora fez o que pode contra o apoio do marido aos calcedônios na controvérsia religiosa que dividia o império. Apesar de Justiniano ser calcedônio, Teodora havia fundado um mosteiro miafisista em Gálata e dava abrigo no palácio aos líderes da facção que enfrentavam a hostilidade da maior parte dos calcedônios, como era o caso de Severo de Antioquia e do patriarca Ântimo I de Constantinopla. Este havia sido nomeado patriarca por influência de Teodora e, depois de ter sido excomungado, permaneceu escondido na seção de Teodora do palácio por doze anos, quando morreu. Quando o patriarca calcedônio Efraim de Antioquia provocou uma violenta revolta em Antioquia, oito bispos miafisistas foram convidados a irem a Constantinopla e Teodora os recebeu e os abrigou no Palácio de Hormisda, adjunto do Grande Palácio, que havia sido a residência do casal imperial antes de se tornarem imperadores.

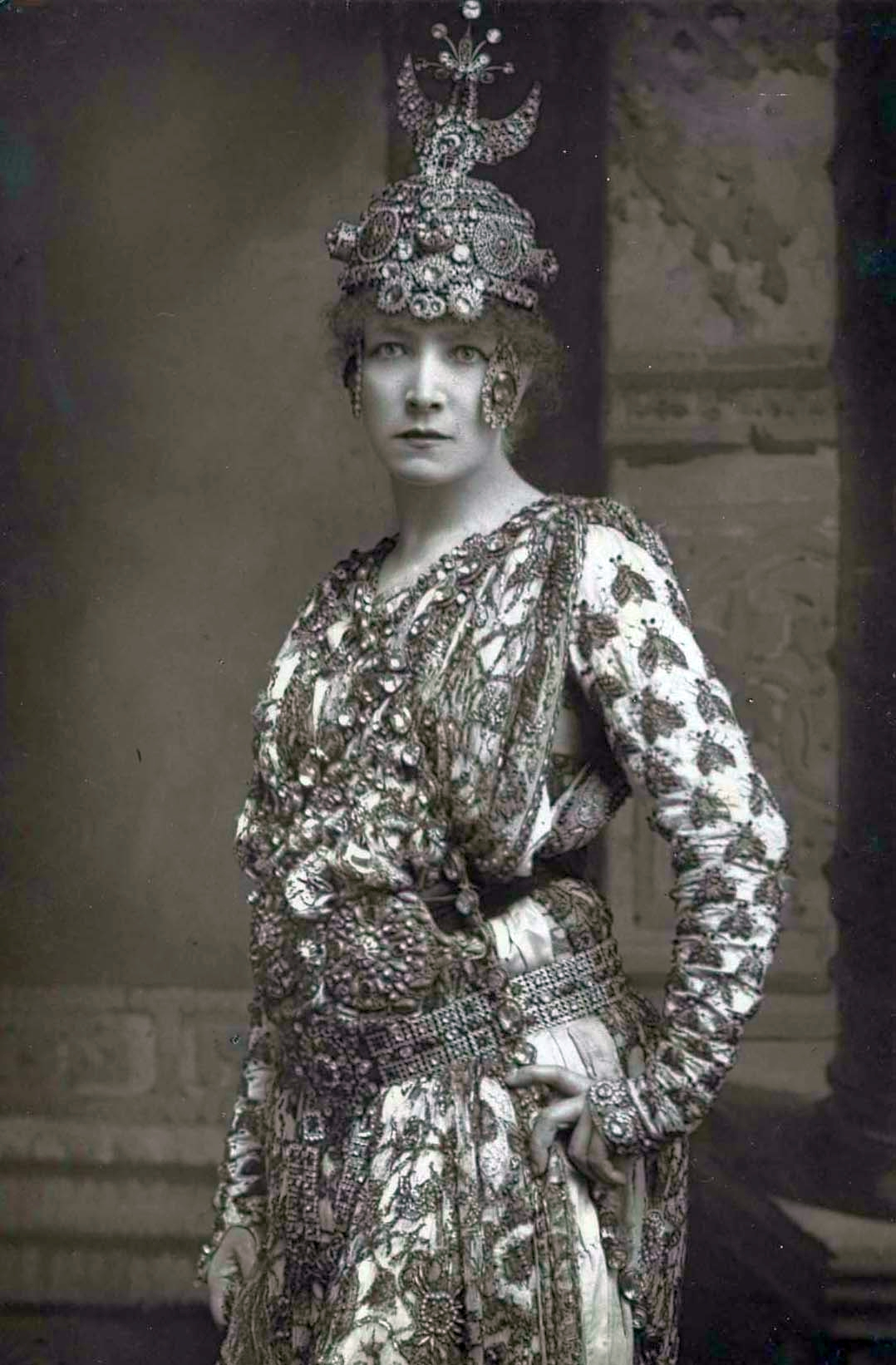
Sarah Bernhardt como Teodora; retrato de W. & D. Downey, 1900

No Egito, quando Timóteo III morreu, Teodora pediu ajuda a Dióscoro, o prefeito, e Aristômaco, o duque do Egito, para que facilitassem a elevação de um discípulo de Severo, Teodósio, ludibriando assim o marido, que há muito vinha planejando colocar um sucessor calcedônio como patriarca de Alexandria. Mas Teodósio I, mesmo com a ajuda das tropas imperiais, não conseguiu se manter em Alexandria contra os julianistas. Quando ele foi exilado por Justiniano, juntamente com 300 miafisistas, para a fortaleza de Delco na Trácia, Teodora o resgatou e o colocou também no Palácio de Hormisda. Lá ele viveu sob a proteção dela até 548 e, depois que ela morreu, a de Justiniano.
Quando o papa Silvério recusou a exigência de Teodora para remover o anátema de Agapito contra o patriarca Ântimo, ela enviou instruções a Belisário ordenando que ele encontrasse algum pretexto para remover Silvério. Quando o papa foi deposto, Vigílio foi nomeado em seu lugar.
Os calcedônios da época afirmavam que Teodora não só espalhava ideias heráticas mas também minava a unidade do cristianismo.
Em Nobácia, no sul do Egito, os habitantes haviam se convertido para o cristianismo miafisista por volta de 540. Justiniano estava determinado a convertê-los de volta à fé calcedônia e Teodora, igualmente determinada a deixá-los miafisistas. O imperador enviou missionários de Tebaida com presentes até Silco, o rei de Nobácia. Mas, ao saber disso, Teodora preparou seus próprios missionários e escreveu para o duque de Tebaida para que ele atrasasse a embaixada do marido para que os missionários miafisistas chegassem primeiro. O duque foi inteligente o suficiente para perceber que era melhor ajudar a impiedosa Teodora do que o mais maleável Justiniano e, assim, atrasou os missionários calcedônios. Quando eles chegaram a Silco, foram enviados de volta, pois a Nobácia já havia adotado o credo miafisista de Teodósio oficialmente.

## Morte
Teodora morreu do que Vítor de Tununa chamou de "câncer", em 28 de junho de 548, aos 48 anos de idade. Relatos posteriores frequentemente atribuem sua morte ao câncer de mama, embora a enfermidade não seja identificada assim no relato original, onde a palavra "câncer" provavelmente significava uma "úlcera supurada ou tumor maligno". Conta-se que Justiniano chorou profusamente durante o funeral de Teodora. Foi sepultada na Igreja dos Santos Apóstolos, em Constantinopla. A Igreja Ortodoxa venera a imperatriz e seu esposo Justiniano I como santos, ambos sendo celebrados em 14 de novembro.
Tanto Teodora quando Justiniano aparecem nos mosaicos que ainda decoram a Basílica de São Vital, em Ravena, Itália, e que foram completados um ano antes de sua morte. Por terem sobrevivido à destruição generalizada de obras de arte por conta do iconoclasma séculos depois, eles são muito valiosos.

## Influência duradoura
A influência de Teodora sobre Justiniano era tão poderosa que, mesmo depois de sua morte, ele trabalhou incansavelmente para tentar reunir cristãos miafisistas e calcedônios e manteve sua promessa de proteger a pequena comunidade de refugiados miafisistas que viviam no Palácio de Hormisda.
Teodora providenciou muito do apoio político para o ministério de Jacó Baradeu e, aparentemente, era amiga pessoal dele também. Diehl atribui a existência ainda hoje do cristianismo jacobita igualmente a Baradeu e a Teodora.